# El programa final
El programa final es una película británica dirigida por Robert Fuest. Basada en la novela homónima del escritor Michael Moorcock. En los EE. UU. la película se titula The Last Days of Man on Earth.

## Argumento
Jerry Cornelius es un físico multimillonario que busca un misterioso "programa final", un proyecto de su recién fallecido padre, un premio Nobel. El programa, en un microfilm, es el diseño del humano perfecto capaz incluso de autorreproducirse. En una Europa en pleno caos, la Señora Brunner, junto a otros científicos, pide ayuda a Cornelius para conseguir encontrarlo. Cuando lo obtienen del propio hermano de Jerry Cornelius, ejecutan en ellos mismos el programa en una fortaleza nazi abandonada en el ártico.

## Recepción crítica
Baird Searles consideró la película «un desastre casi absoluto», con «un final tan estúpido que querrás que te devuelvan el dinero incluso si esperas a verla en televisión».